# Johann Christian Ferdinand Höfer
Johann Christian Ferdinand Höfer (21. dubna 1811, Döschnitz – 4. května 1878, Brunoy) byl německo-francouzský lékař, lexikograf a spisovatel.
Johann Christian Ferdinand Höfer se narodil v durynské obci Döschnitz. Po ukončení gymnaziálního vzdělávání procestoval Německo, Holandsko a Belgii. Roku 1830 se v Marseille připojil k expedici dobrovolníků, mající obsadit poloostrov Peloponés, poté se o rok později po návratu do Francie stal učitelem.
Höfer přeložil Kantovu Kritiku čistého rozumu do francouzštiny, při tom studoval medicínu, po určitý čas působil v Paříži jako lékař. V letech 1843–1846 odcestoval z pověření vlády na studia medicíny a ekonomie do Německa, poté roku 1851 převzal vedení projektu Nouvelle biographie générale (1851–66, 46svazkový), pro nějž sám sepsal množství článků.
Johann Christian Ferdinand Höfer zemřel dne 4. května 1878 v Brunoy v departmentu Seine-et-Oise.

## Dílo (výběr)
- Éléments de chimie générale (1841) a do mnoha jazyků přeložená Histoire de la chimie (1842–43, 2svazková; 2. vydání 1869);
- Dictionnaire de chimie et de physique (1846, 3. vydání 1857);
- Dictionnaire de médecine pratique (1847);
- Dictionnaire de botanique (1850);
- Le Maroc et la Chaldée, etc (1848);
- La chimie enseignée par la biographie de ses fondateurs (1865);
- Le monde des bois (1867);
- Les saisons (1867–1869, 2dílný);
- L'homme devant ses œuvres (pod pseudonymem Jean l'Ermite, 1872),
- Histoire de l'astronomie,
- Histoire de la botanique, de la minéralogie et de la géologie,
- Histoire de la physique et de la chimie,
- Histoire de la zoologie (1873);
- Histoire des mathématiques (1874)